# Seberang
Seberang is een bestuurslaag in het regentschap Sungai Penuh van de provincie Jambi, Indonesië. Seberang telt 861 inwoners (volkstelling 2010).